# Baracé
Baracé é uma comuna francesa na região administrativa da Pays de la Loire, no departamento de Maine-et-Loire. Estende-se por uma área de 13,46 km². Em 2010 a comuna tinha 594 habitantes (densidade: 44,1 hab./km²).